# Every Day Is a New Day
Every Day Is a New Day è un album della cantante statunitense Diana Ross, pubblicato il 4 maggio 1999.

## Descrizione
L'album è pubblicato dalla Motown su CD e musicassetta. Dal disco vengono tratti i singoli Not Over You Yet, Until We Meet Again ed Every Day Is a New Day.

## Tracce
1. He Lives in You
2. Love Is All That Matters
3. Until We Meet Again
4. Got to Be Free
5. Not Over You Yet
6. So They Say
7. Every Day Is a New Day
8. Sugarfree
9. Someone That You Loved Before
10. Hope Is an Open Window
11. Carry On
12. Until We Meet Again (remix)